# Tunnel Rehberg
Der Tunnel Rehberg ist ein 602 m langer Eisenbahntunnel der Neubaustrecke Ebensfeld–Erfurt bei Goldisthal.

## Lage und Verlauf
Das Bauwerk unterquert, zwischen den Streckenkilometern 135,110 und 135,712 den Rehberg. Unterfahren werden unbebautes und überwiegend bewaldetes Gelände mit Forst- und Wirtschaftswegen. Das Südportal liegt im Dunkeltal, das Nordportal im Rehtal. Dort wurde früher Goldbergbau betrieben.
Die Entwurfsgeschwindigkeit für den zweigleisigen Tunnel beträgt 300 km/h. Die Gradiente fällt mit bis zu 4 Promille in nördlicher Richtung ab. Südlich des Tunnels liegt der mit 603 m über Normalnull höchste Punkt der Neubaustrecke.
Die Überdeckung beträgt bis zu 47 m. Die lichte Höhe beträgt 10,63 m, die lichte Weite 10,64 m.
Nördlich schließt sich die Rehtalbrücke an das Bauwerk an, südlich die Dunkeltalbrücke.

## Geschichte
Das Bauwerk ist Teil des Bauabschnitts 3212 der Neubaustrecke. Der Bauauftrag für den 2,3 km langen Abschnitt, der auch den Tunnel Masserberg, die Dunkeltalbrücke, die Rehtalbrücke und Erdbauarbeiten umfasst, wurde im Mai 2009 europaweit ausgeschrieben. Der Vertrag soll vom 1. Februar 2010 bis 31. März 2013 laufen.
Der Tunnel wurde am 14. Mai 2011 als vorletzter der 14 Tunnel der Neubaustrecke in Thüringen feierlich angeschlagen. Am gleichen Tag wurde der benachbarte Tunnel Masserberg offiziell durchgeschlagen. Der Technische Durchschlag war im August 2011.
Auf einer Länge von 562 m wurde das Bauwerk im bergmännischen Vortrieb erstellt. Die beiden Portalbauwerke entstanden darüber mit je 20 m Länge in offener Bauweise. Bei einem Ausbruchsquerschnitt von bis zu etwa 160 m² fielen bis zu 117.000 m³ Ausbruchsmassen an, die in der Deponie Masserberg (50° 31′ 58″ N, 10° 59′ 57″ O) eingelagert wurden.
Als Tunnelpatin fungierte die Oberweißbacher Bergbahnkönigin Sylvia Potreck.
Die Fertigstellung war für 2013 geplant. Die geplante Investitionssumme beträgt 13 Millionen Euro.

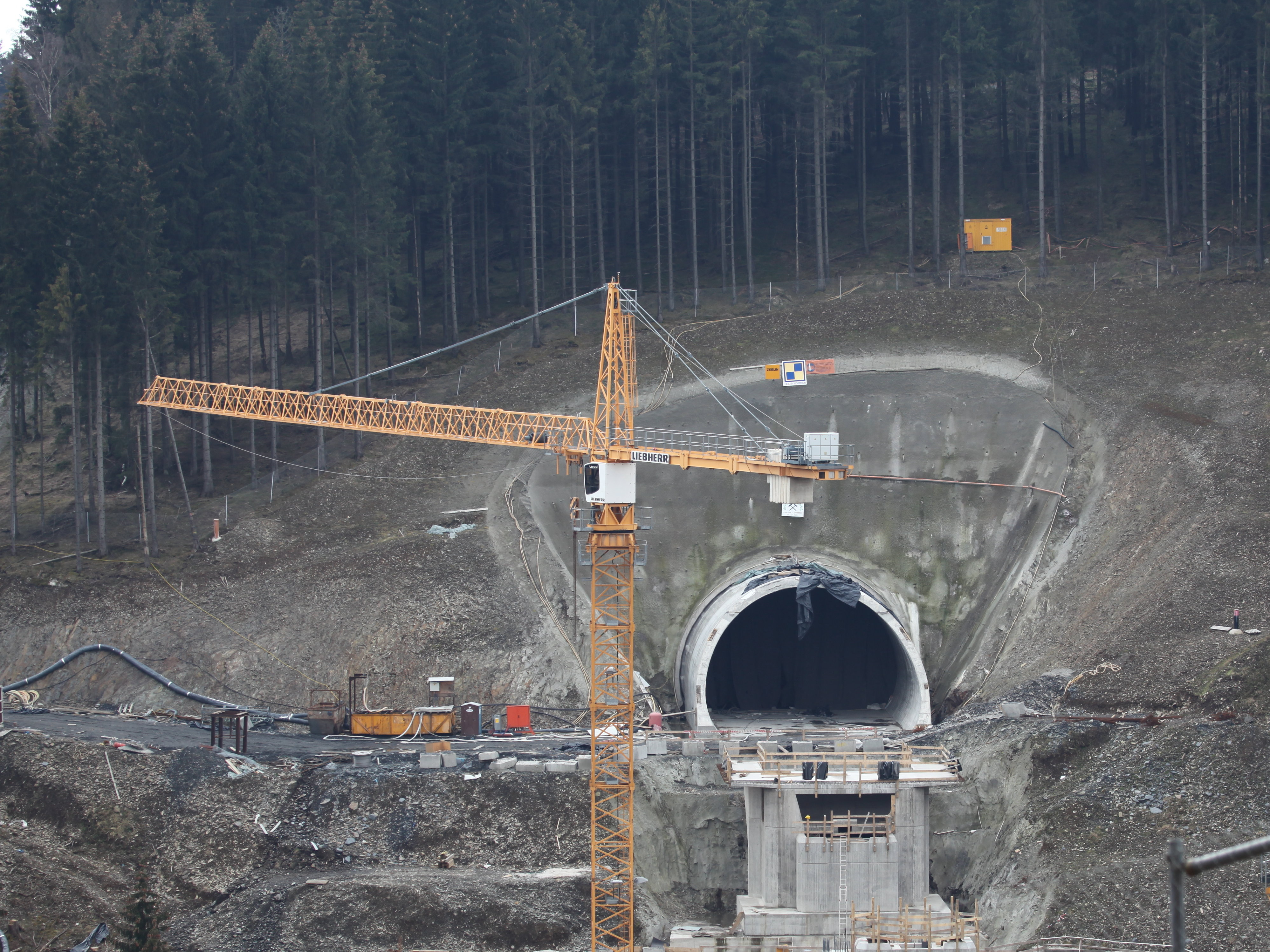
Nordportal April 2012
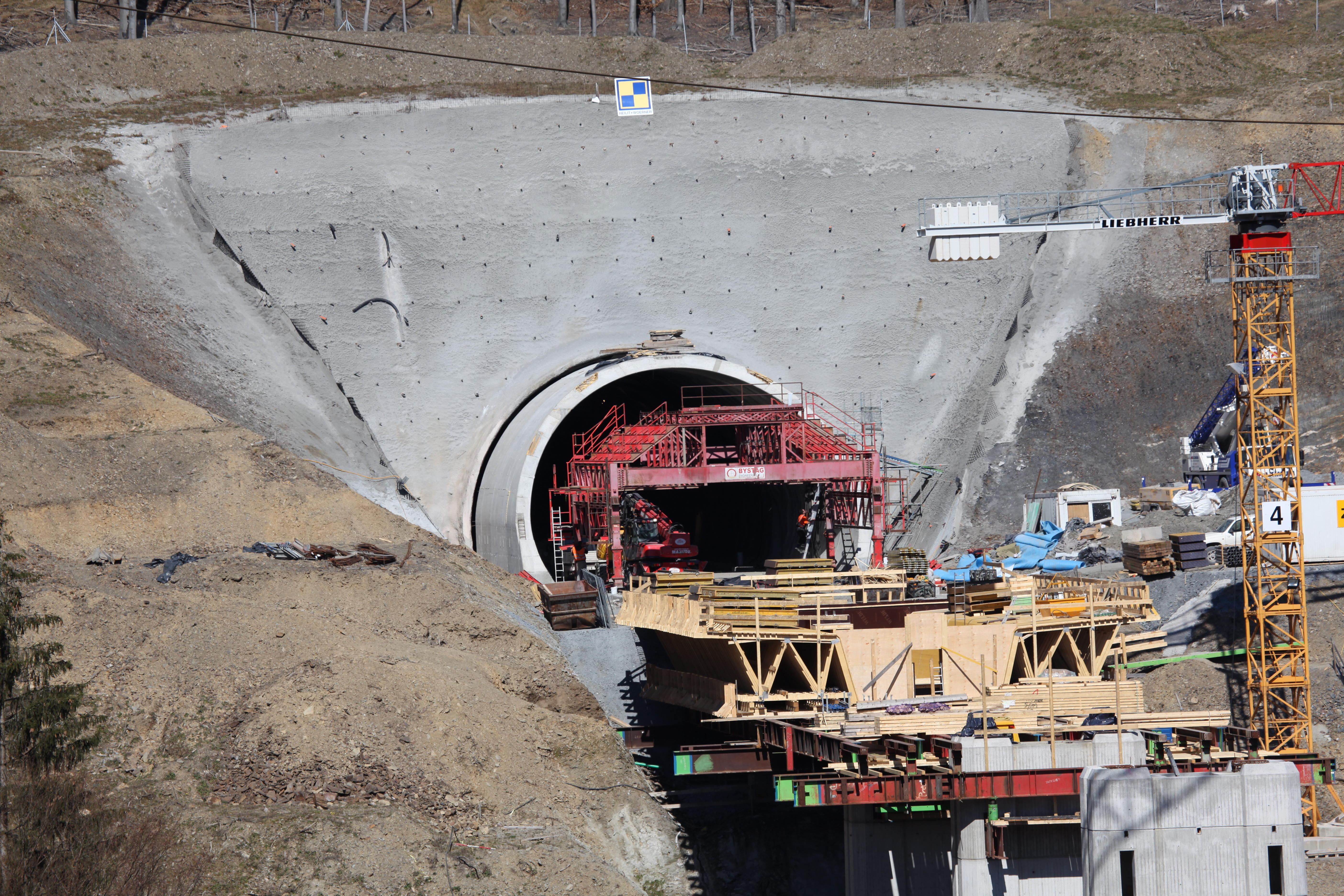
Südportal März 2012